# Bayardo Arce Castaño
Pour les articles homonymes, voir Arce et Castano.
Bayardo Arce Castaño (Managua, 21 mars 1950) est un homme politique et chef d'entreprise nicaraguayen.
Bayardo Arce a été un des commandants de la révolution sandiniste. Journaliste de profession, il a occupé plusieurs fonctions dans les différents cabinets des gouvernements que le Front sandiniste de libération nationale a créé. Après la défaite électorale du FSLN en février 1990, il devient également entrepreneur. De retour au pouvoir après les élections de 2006, Daniel Ortega choisit Bayardo Arce comme conseiller économique.

## Biographie
Né à Managua, le 21 mars 1949 dans le sein d'une famille antisomociste, il est le fils de Luisa Amanda Castaño Rosales et de Guillermo Eduardo Arce Cabrera, journaliste antisomociste. Ce dernier est mort 1957 à la suite d'un article publié dans son journal où il dénonçait le comportement d'un fonctionnaire du gouvernement de Somoza. Bayardo a quatre frères et une sœur.
Il étudia le journalisme et rejoint le Front Sandinista de Libération Nationale, via Marlen Chow, sa partenaire d'alors. Avec elle, il a eu un fils, Javier. Il intégra la lutte de guérilla entre 1967–1979.
Avec Óscar Turcios, José Benito Escobar et Olga Avilés, il se chargea de la reconstruction des structures du FSLN à León après la répression qui réduisit l'organisation révolutionnaire en 1970. Pendant ce temps, il alternait son occupation subversive avec son travail de journaliste dans le journal La Presse où il recrutait quelques collègues pour les files du FSLN.
Il travailla à la Radio El Mundo sous la direction de Rodolfo Tapia Molina.
Lors de l'offensive finale, en 1979, il fut le commandant du FSLN chargé de prendre Matagalpa et Jinotega des mains de la Garde somociste. Et le 19 juillet 1979, avec la révolution, il entra triomphant à Managua.
De 1979 à 1984, il fut Coordinateur de la Commission Politique de la Direction Nationale du FSLN, puis vice-coordinateur de la Commission Exécutive de la Direction Nationale et du Conseil d'État. Il se chargea des questions idéologiques, de l'attention aux militants et de la représentation du parti à l'intérieur et à l'extérieur du pays.
En 1991, il fut membre de la Direction Nationale au Premier Congrès du FSLN et réélu au Congrès de 1994 jusqu'à 1998, lorsqu'il renonça à occuper à nouveau le poste.
Entre 1990 et 1995, il appartint au conseil éditorial du quotidien Barricade et fut aussi président du comité directif de l'éditorial L'Aube. Entre les années 1990 et 2000, il présida le comité directif de Radio Communications Nicaraguayennes S.A., qui émet Radio Sandino. Il avait aussi un poste dans la société Fininsa le Panama S.A. et était actionnaire de la banque Interbank.
En 1990, il fut approuvé comme membre du directoire national du FSLN. En 1996, il fut élu député national et réélu en 2001. Après les élections de 2006, Bayado Arce devient conseiller économique du président et membre du Conseil Éditorial de la Revue Vision Sandinista.

## Controverse
Bayardo Arce a été accusé de monter des entreprises basées sur les biens économiques assignés au FSLN quand celui-ci a perdu les élections de 1990. Selon l'idée initiale de la révolution, ces biens appartenaient au peuple nicaraguayen. Ce patrimoine, composé de biens immobiliers, ressources financières, actions et entreprises, a été utilisé pour la constitution de 44 entreprises. Tout cela a été très critiqué par l'opposition sandiniste, ainsi que différents partis et personnalités qui se sont séparés de la ligne officielle du FSLN.
Après ce pillage (appelé au Nicaragua Piñata), Arce, Tomás Borge et Humberto Ortega devinrent millionnaires.

## À voir
- Histoire du Nicaragua
- Augusto Sandino
- Révolution Sandinistae